# Guðmann Þórisson
Guðmann Þórisson (ur. 30 stycznia 1987) – islandzki piłkarz, obrońca, od 2012 roku piłkarz klubu Hafnarfjarðar. W 2008 roku zadebiutował w reprezentacji Islandii. Do tej pory rozegrał w niej jedno spotkanie (stan na 25 maja 2013).